# Joan Serra (bandoler)
Joan Serra, també conegut pel nom de guerra «La Pera», (Valls, ? - Valls, 19 de desembre de 1815) va ser un bandoler català.
Acusat de crims comesos a diversos pobles i camins del Camp de Tarragona, en La Pera fou penjat i esquarterat a la plaça del Quarter de Valls l'any 1815. No obstant, la llegenda assegura que l'esquarterament tingué lloc a la cruïlla dels carrers de la Carnisseria, dels Jueus i de Sant Antoni i Sant Simó.
Va ser immortalitzat per la cançó d'en Lluís Llach El bandoler.

## Llegenda
Diu la llegenda que a Valls un grup de nens va entrar a robar peres a l'hort del Carme. El propietari els va descobrir i li va donar un mastegot a un dels nens: en Joan Serra. Aquest, lluny d'espantar-se li va respondre: "el que acabes de fer no ho he d'oblidar, els nens creixen."

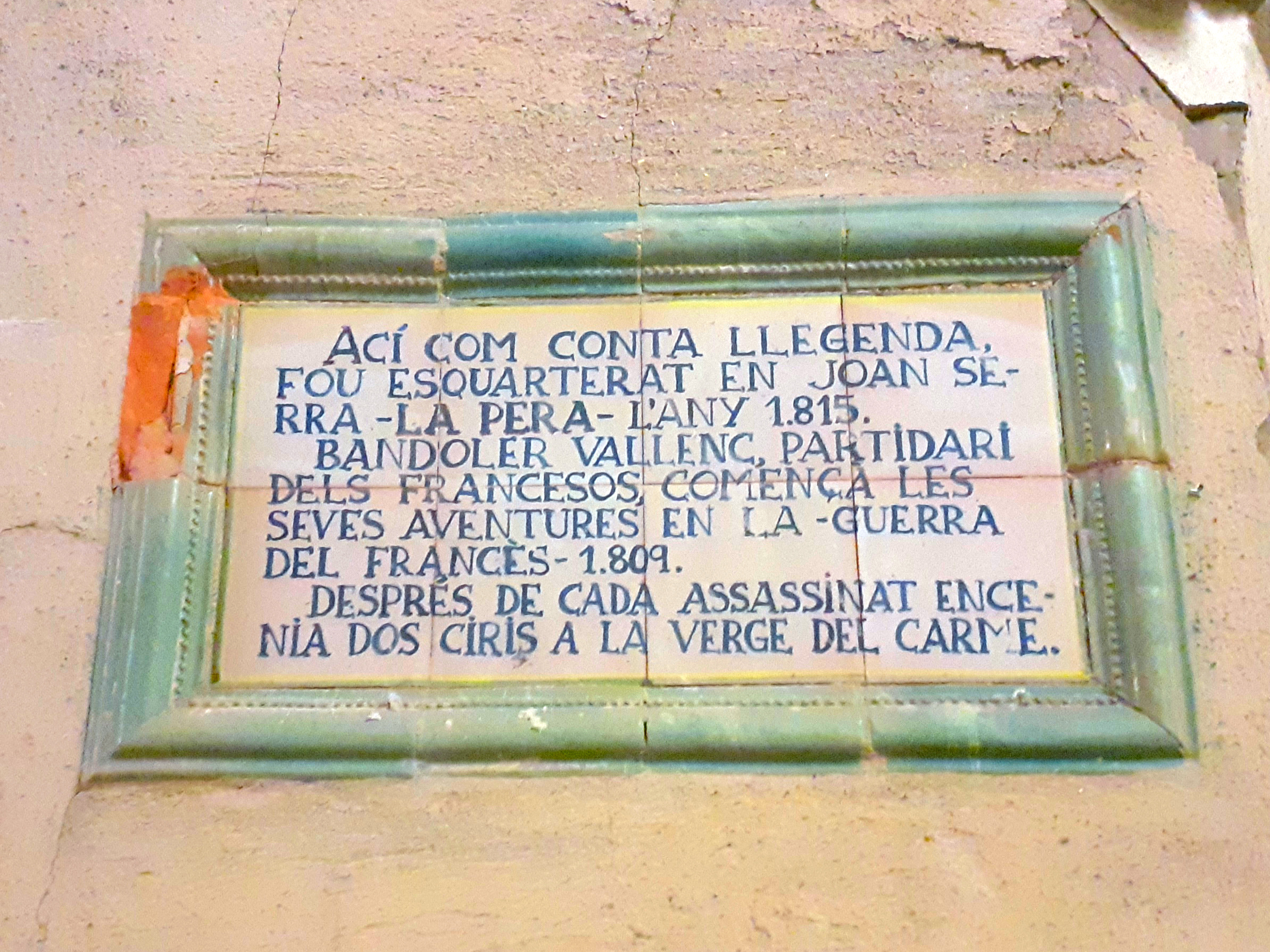
Llegenda d'en Joan Serra

Va créixer i es va fer soldat, però el mal geni que tenia va fer que s'enfrontés amb un sergent i la cosa acabés en una escopetada i la posterior fugida d'en Serra. La primera cosa que va fer un cop fora de la llei va ser matar el pagès que li havia ventat la bufetada (d'aquí el seu malnom: havia matat un home per una pera...). La seva carrera delictiva va anar augmentant el nombre de cadàvers a la seva consciència. Segons la llegenda, per cada mort encenia dues espelmes a l'ermita del Carme de Valls, i que, abans de matar la víctima, li deixava temps perquè resés un credo.
Va ser detingut quan estava a casa de la seva companya, al Mas d'en Simó. Traslladat a Valls va ser jutjat, condemnat i esquarterat. Segueix dient la llegenda que abans de morir va demanar que li encenguessin dos ciris a l'ermita del Carme, Maria, la seva companya va embogir i va morir poc després: ningú va complir la seva darrera voluntat.
La cançó En Bandoler de Lluís Llach està inspirada en aquest personatge.